# Račice (Žďár nad Sázavou)
Račice (in tedesco Ratschitz) è un comune ceco situato nel distretto di Žďár nad Sázavou, nella regione di Vysočina.